# Sfax Railways Sports
El Sfax Railways Sports (en árabe: نادي سكك الحديد الصفاقسي‎), conocido también como Railway o ٍُSRS, es un equipo de fútbol de Túnez que juega en la CLP-2, la segunda división nacional.

## Historia
Fue fundado en el año 1920 en la ciudad de Sfax como el equipo que representa al servicio ferroviário. En su historial cuenta con tres títulos de primera división y dos de segunda división, así como tres finales de la Copa de Túnez.
Registra más de 30 temporadas en la CLP-1 pero no ha vuelto a la primera división desde la temporada 1994/95.

## Palmarés
- CLP-1: 3

1933–34, 1952–53, 1967–68
- CLP-2: 2

1993–94, 1962–63 (grupo sur)

### Juvenil
- Campeonato U21: 2

1967, 1989
- Copa U21: 1

1989
- Campeonato U18: 1

1986
- Copa U18: 2

1985, 1988